# Noël Steen
Noël Steen (Koekelare, 2 september 1953) is een Belgische concert- en evenementorganisator. Hij organiseerde vanaf 1977 het festival Rock Torhout, dat uitgroeide tot het dubbelfestival Torhout-Werchter tot Herman Schueremans door de in Torhout kamperende chirojongens van Werchter in het Groenhovebos werd achtergelaten. Deze wurmde zich in geen tijd in Steens organisatie naar binnen en naar boven, tot 1998 enkel het festival in Werchter overbleef. Daarna organiseerde Steen nog enkele kleinere, minder succesvolle festivals, onder meer op het domein van het Kasteel d'Aertrycke. Enkel het hardrock- en hardcorefestival Earect in 2001 kende eenmalig nog succes. Daarna werd hij een tijd productieleider in het Concertgebouw in Brugge. In 2005 werd hij evenementencoördinator bij de Brugse culturele vzw Brugge Plus.